# Joseph Carl Robnett Licklider
Joseph Carl Robnett Licklider (St. Louis, Missouri, 11 de março de 1915 — Arlington, Massachusetts, 26 de junho de 1990) foi um psicólogo e cientista da computação estadunidense.

## Publicações
Licklider publicou diversos artigos e livros:
- 1942. An Electrical Investigation of Frequency-Localization in the Auditory Cortex of the Cat. Ph.D. Thesis University of Rochester
- 1965. Libraries of the future. Cambridge, Mass., M.I.T. Press (alternative online source)

Artigos selecionados:
- 1960. "Man-Computer Symbiosis". In: Transactions on Human Factors in Electronics, volume HFE-1, pages 4–11, March 1960.
- 1965. "Man-Computer Partnership". In: International Science and Technology May 1965.
- 1967. "Televistas: Looking ahead through side windows"
- 1968. "The Computer as a Communication Device". In: Science and Technology. April 1968.